# 柴谷方良
柴谷 方良（しばたに まさよし、1944年2月1日 - ）は、日本の言語学者。ライス大学Deedee McMurtry Professor。神戸大学名誉教授。

## 経歴
上海生まれ。1970年カルフォルニア大学バークレー校を最優等の成績（Great Distinction/Summa Cum Laude）で卒業。1973年同大学院博士課程でph.D.（言語学）を取得した。
1973年 - 1979年南カルフォルニア大学の言語学科でAssistant Professor, Associate Professorとして教鞭を執る。1979年 - 1990年神戸大学助教授、1990年 - 2003年神戸大学教授。2003年からライス大学教授となった。

## 著書
- 日本語の分析 - 生成文法の方法 (1978年)
- 言語の構造 - 理論と分析 - 意味・統語篇 (1982年)